# 诺维-迪摩德纳
诺维-迪摩德纳是意大利摩德纳省的一个市镇。总面积51平方公里，人口11276人，人口密度221.1人/平方公里（2009年）。ISTAT代码为036028。